# Certificado de depósito reprogramable
Los certificados de depósitos reprogramables (CDR) fueron documentos entregados a los cuenta ahorristas del Ecuador durante la crisis financiera suscitada en el año 1999. Los certificados se entregaban a los depositantes a cambio del dinero congelado en los bancos.

## Reseña histórica
Los CDRs fueron creados en el decreto ejecutivo #685 el 11 de marzo de 1999 firmado por Jamil Mahuad, que a su vez congeló los depósitos bancarios, para que los depositantes puedan pagar sus obligaciones con CDRs a valor nominal -100%-, sin embargo la banca solo los recibía con un castigo en promedio del 50% (40%-60%).
Posteriormente se determinó, en el decreto ejecutivo #1940 y #1492 del 10 de noviembre de 1999, que la Corporación Financiera Nacional (CFN) reciba dichos CDRs a su valor nominal a pesar de que el Tribunal Constitucional había declarado el 8 de noviembre de 1999 la inconstitucionalidad del decreto #685. El decreto ejecutivo #1492 obligaba a la Corporación Financiera Nacional a recibir certificados de depósitos como forma de pago; según denuncias recientes, Pedro Delgado –quien en ese entonces era gerente de riesgos de la CFN y años después fue presidente del Banco Central del Ecuador en el gobierno de Rafael Correa- habría colaborado en la redacción de dicho decreto -aprobado con modificaciones- y que habría causado un perjuicio a la institución.
Durante la crisis financiera los bancos nacionales canjearon CDRs a los depositantes, equivalentes a millones de dólares. Según un estudio de la ESPOL, entre 1999 a 2000, los portadores de CDRs que mayor uso pudieron hacer de los mismos son los que tenían el documento en el Banco del Pichincha y en el Banco de Guayaquil, en contraste con aquellos clientes de bancos en saneamiento o proceso de cierre.
Según un primer informe de la CFN en 2007 y la Comisión de Investigación del Salvataje Bancario creada por el entonces presidente Rafael Correa y dirigida por Eduardo Valencia, la banca cerrada y un sector de la banca abierta habrían perjudicado con al menos 1178 millones de dólares a la CFN. Finalmente el gobierno de Correa decidió no publicar el informe dirigido por Valencia.